# Журавлиный ястреб
Журавлиный ястреб (лат.  Geranospiza caerulescens) — вид хищных птиц семейства ястребиных. Единственный представитель одноимённого рода Geranospiza. Выделяют шесть подвидов. Распространены в Северной, Центральной и Южной Америке.

## Описание
Хищная птица среднего размера, с длиной тела от 18,8 до 22 см и размахом крыльев от 23,7 до 29,7 см. Масса тела варьирует от 235 до 353 г. Самки крупнее и тяжелее самцов, некоторые самки весят около 495 г. Журавлиный ястреб характеризуется стройным телосложением, сравнительно небольшой головой, длинными и широкими крыльями с закруглёнными концами, длинным хвостом, длинными тонкими ногами. Необычной особенностью этих птиц является двойной сустав, соединяющий голень и цевку, позволяющий сгибать лапу не только вперёд, но и назад на 30°. Аналогичная структура ног обнаруживается у африканских лунёвых ястребов (Polyboroides typus и  Polyboroides radiatus), что является примером конвергентной эволюции. Лапы заканчиваются короткими пальцами, причем наружный палец необычайно маленький. Это, по-видимому, предназначено для того, чтобы можно было просунуть лапу в отверстия как можно меньшего размера. Кроме того, чешуйки на неоперённой цевке срослись в несколько больших пластин, образуя почти гладкую поверхность, что позволяет предотвратить зацепление лапы за края трещин и других узких отверстий во время добывания пищи.
Половой диморфизм не выражен. Окраска оперения существенно варьируется у разных подвидов. Помимо этого, даже у представителей одного и того же подвида иногда могут наблюдаться существенные различия. Основная окраска номинативного подвида варьируется от синевато-серой до тёмно-серой. Затылок с белыми прожилками. Лоб, надбровные дуги и щеки образуют беловатое лицо. Грудь, брюхо, подхвостье и бёдра коричневатые с белыми червеобразными полосами. Хвост с двумя широкими полосами белого или кремового цвета, на конце заметны беловатые пятна. На нижней стороне каждого махового пера имеется довольно широкое белое пятно, которое в полете проявляется в виде характерной белой дуги. Радужная оболочка красная, восковица черновато-серая, неоперённые части лап оранжево-красные.

## Вокализация
Обычно молчаливый. Изредка издаёт пронзительный свист, передаваемый как «shrecui», «wheeoo» или «kweeuur». На рассвете или в сумерках с присады иногда слышны невысокие звуки «hollow», «how» или «waah-o», которые повторяются с большими интервалами. При взаимодействии с сородичами характерны серии низких свистов «woop-woop- whooou whooou whooon».

## Биология
Журавлиный ястреб встречается в различных местах обитания, но предпочитает опушки и поляны влажных тропических лесов, а также болота и мангровые заросли. В районах, измененных человеком, также заселяет кофейные и эвкалиптовые плантации. Осёдлый вид, но совершает нерегулярные короткие миграции, когда в районе не хватает воды. Встречается на высоте до 800 метров над уровнем моря. 

### Питание
Наиболее часто описываемое поведение журавлиных ястребов в поисках пищи — это поисково-зондирующая техника охоты, при которой они используют свои длинные ноги и реже голову для активного поиска потенциальной добычи в убежищах на деревьях и на земле. Цепляются за стволы деревьев в различных положениях, в том числе вверх ногами, просовывая голову и лапы в отверстия и за кору, используя хвост и крылья для поддержания равновесия. Просовывают лапы между камнями на полях и по берегам ручьев. 
Журавлиный ястреб питается разнообразными животными. В состав рациона входят рептилии (древесные лягушки, ящерицы и змеи), птицы и их птенцы, мелкие млекопитающие (летучие мыши, крысы) и крупные беспозвоночные (тараканы, цикады, жуки). Уникальные особенности анатомии и охотничьего поведения позволяют ему отлавливать в дневное время животных, ведущих ночной образ жизни. При наличии достаточного количества пищи предпочтение отдаётся рептилиям и грызунам. В Национальном парке Тикаль (Гватемала) среди 181 идентифицированного объекта добычи грызуны составляли 47,5 %, ящерицы — 19,9 %, лягушки — 16,0 %, летучие мыши — 6,6 %, птицы — 6,1 % и змеи — 2,8 %. На долю грызунов приходилось 77 % расчетной биомассы, включая по меньшей мере восемь видов, как наземных, так и древесных. Более половины всех жертв весили менее 20 г, но 40% весили более 50 г.

## Размножение
Сезон размножения журавлиного ястреба сильно варьируется в разных частях ареала. Так, например, в Мексике размножение происходит с апреля по июль, в Венесуэле — с июля по октябрь, а в Суринаме — с апреля по октябрь. Маленькое и неглубокое чашеобразное гнездо сооружается из веток и лиан, выстилается более тонкими веточками, стеблями растений, зелёными листьями или мхом. Гнездо располагается на высоком дереве на высоте 10—15 м от земли на разном расстоянии от ствола. В кладке два, реже одно яйцо. Насиживает в основном самка, самец в это время обеспечивает её пищей. Продолжительность инкубационного периода составляет около 39 дней. Птенцы оперяются в среднем через 37 дней. Выкармливают птенцов оба родителя. После оперения потомство ещё относительно долго остаётся зависимым от взрослых птиц.

## Подвиды и распространение
Международный союз орнитологов выделяет 6 подвидов:
- Geranospiza caerulescens livens Bangs & Penard, 1921 — северо-запад Мексики
- Geranospiza caerulescens nigra (Du Bus de Gisignies, 1847) — от Мексики до центральной Панамы
- Geranospiza caerulescens balzarensis  Sclater, 1918 — от востока Панамы севера-запада Перу
- Geranospiza caerulescens caerulescens (Vieillot, 1817) — от востока Колумбии до Гайаны и востока Перу и Бразилии
- Geranospiza caerulescens gracilis (Temminck, 1821) — северо-восток Бразилии
- Geranospiza caerulescens flexipes Peters, 1935 — от юга Бразилии до Парагвая, Боливии, севера Аргентины и Уругвая

## Галерея

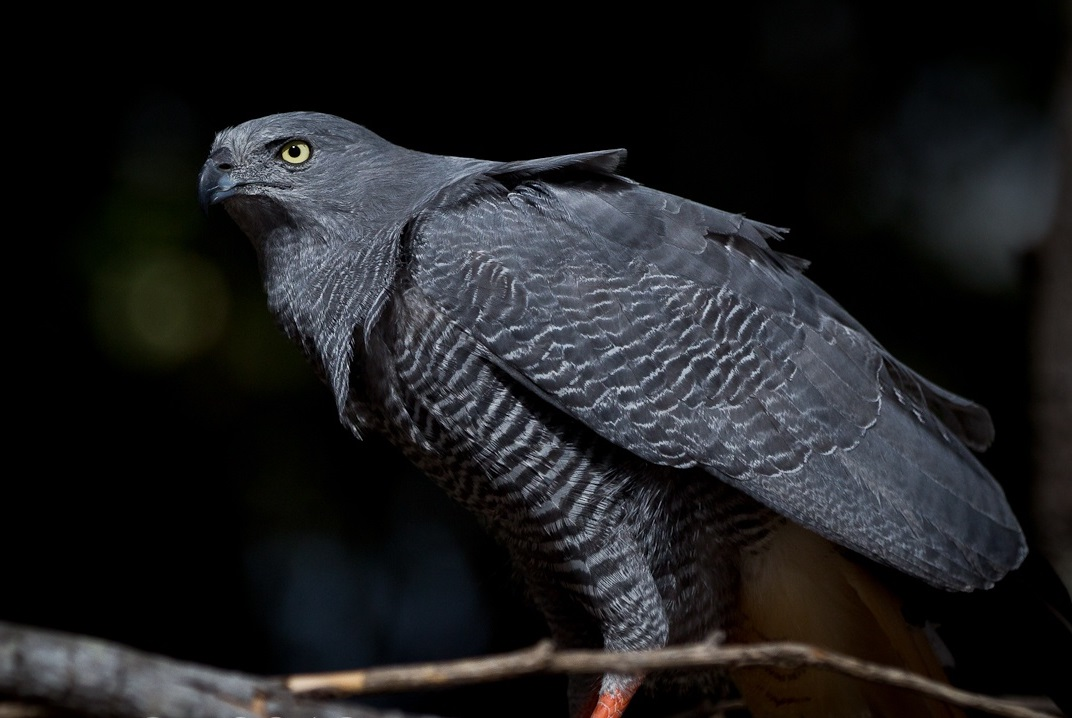
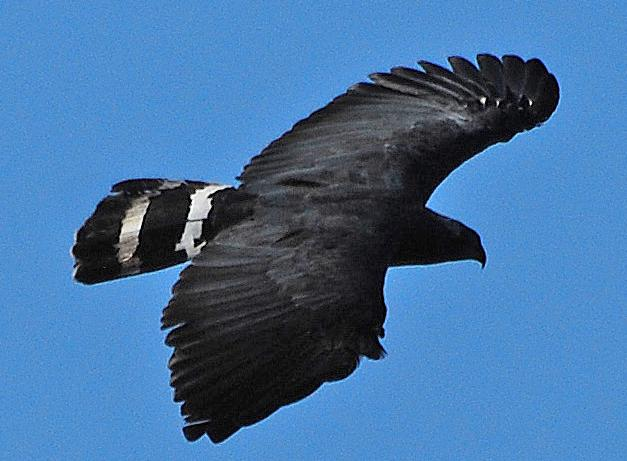
Особь тёмноокрашенного подвида G. c. nigra, Оахака, Мексика
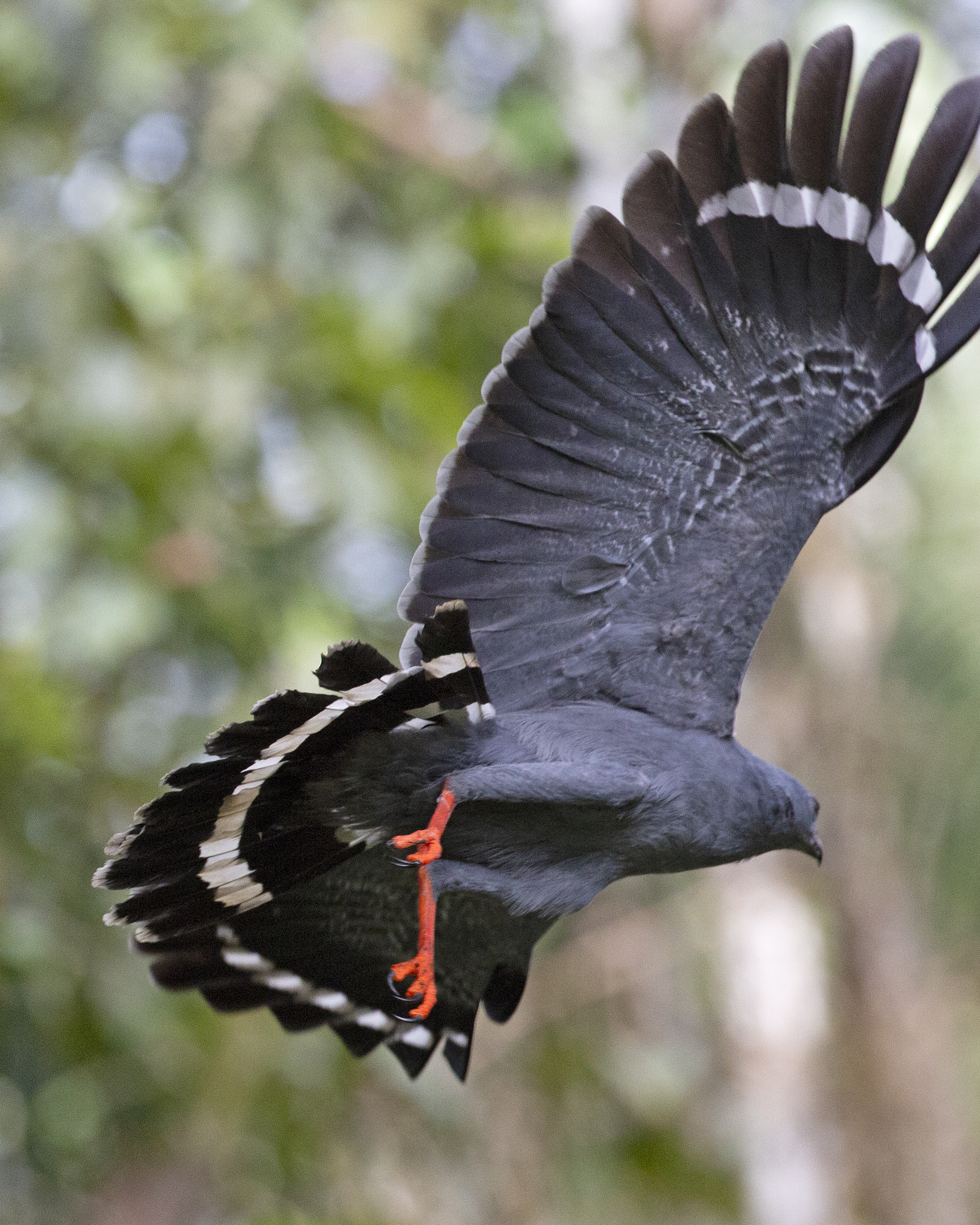
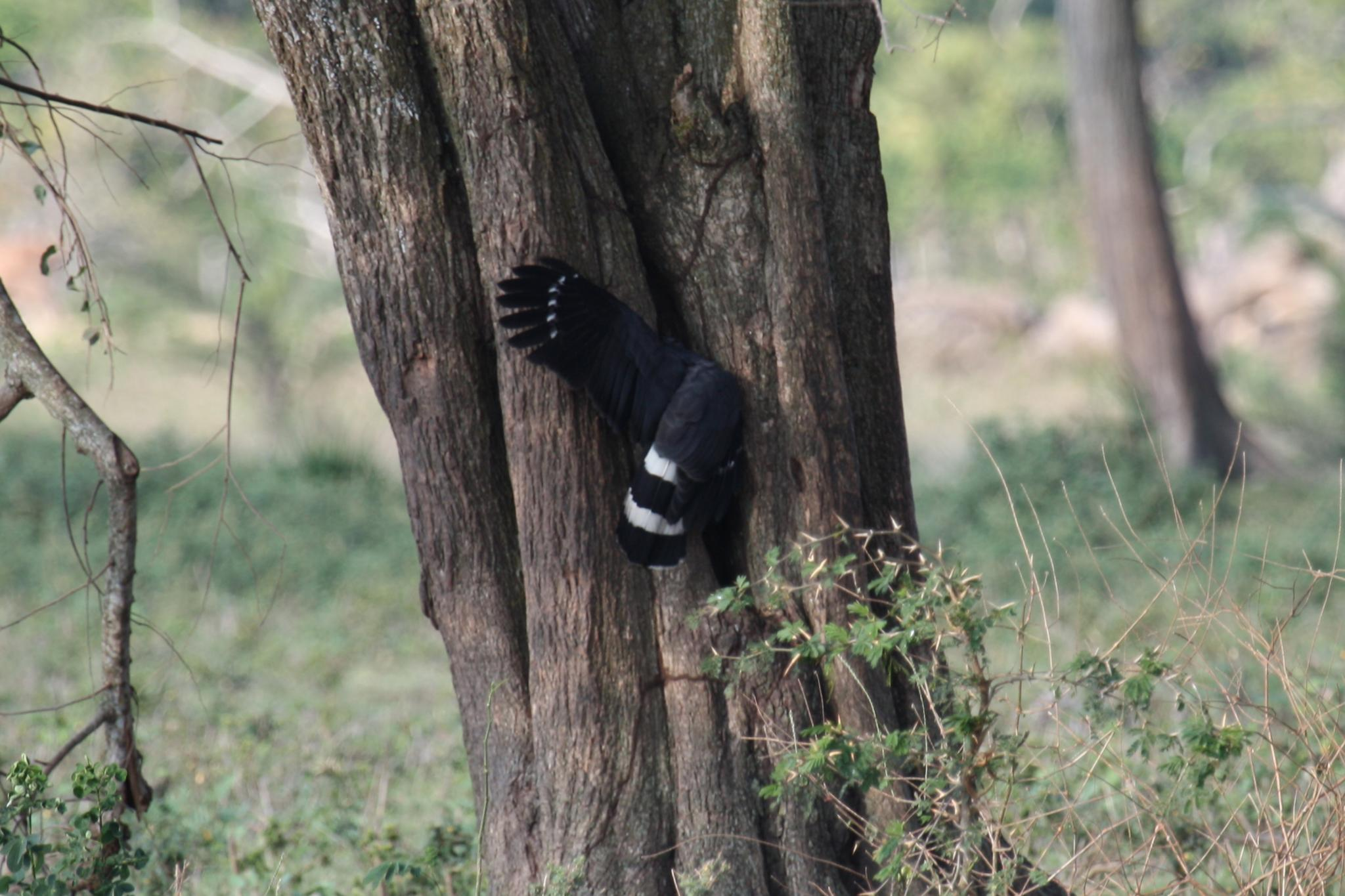
Журавлиный ястреб на охоте в расщелинах ствола дерева